# David Clark
David Clark, född den 17 november 1959 i Saint Louis i USA, är en amerikansk roddare.
Han tog OS-silver i fyra utan styrman i samband med de olympiska roddtävlingarna 1984 i Los Angeles.